# 瞭望塔 (赫雷斯-德拉弗龙特拉)
瞭望塔（西班牙語：Torre de la Atalaya）是一座哥特式-穆德哈尔风格的塔楼，位于西班牙安达卢西亚自治区赫雷斯-德拉弗龙特拉，与圣狄约尼削堂（Iglesia de San Dionisio）相连，其底部是古老的萨格拉里小堂（capilla del Sagrario）。在银匠广场（Plaza Plateros）也可以看到瞭望塔。1978年公布为西班牙文化财产。

## 历史
瞭望塔建于15世纪中叶，用于安装这座城市的第一个时钟，同时通过篝火发出的烟雾信号来监视危险。在16世纪初，这座建筑变成了望塔，以警告袭击加的斯海岸的危险。当时，轻型船只经常从北非来绑架人口，然后要求支付释放他们的费用。

## 描述
这座塔与圣狄约尼削堂相连，底部是一个小堂。它本身是一座市政拥有的民用建筑，并不属于教会。它公布为单独的文化财产，代码与教堂本身不同（RI-51-0004318）。